# Поток Девы
Пото́к Де́вы (англ. Virgo Stellar Stream) — звёздный поток в созвездии Девы, обнаруженный в 2005 году. Предполагается, что это останки карликовой сфероидальной галактики, поглощаемой Млечным Путём. Его видимые размеры (30°×10°) — самые большие среди всех видимых с Земли галактик.
Поток Девы был обнаружен на основе фотометрических данных проекта Слоановского цифрового обзора неба.
Поток занимает более 100 (возможно, до тысячи) квадратных градусов, то есть примерно 5% видимой небесной полусферы в произвольный момент времени, или в 5 000 раз больше площади полной Луны. Несмотря на близость к Солнечной системе и большие видимые размеры, поток содержит всего несколько сотен тысяч звёзд. Низкая поверхностная яркость галактики, возможно, препятствовала её открытию в более ранних исследованиях. По числу звёзд поток не сильно превосходит звёздное скопление, и был охарактеризован одним из членов команды, которая обнаружила его, как «довольно жалкая галактика» по сравнению с Млечным Путём. Многие звёзды были известны на протяжении веков и считались относящимися к Млечному Пути, хотя они имеют более низкую металличность по сравнению со звёздным населением I в Млечном Пути.